# Achille Lauro
Achille Lauro (n. 19 iunie 1887, Piano di Sorrento, Campania, Italia – d. 15 noiembrie 1982, Napoli, Italia) a fost un politician și armator italian.